# Ministerio de AYUSH
El Ministerio de Ayurveda, Yoga y Naturopatía, Unani, Siddha y Homeopatía o Ministerio de AYUSH es un organismo oficial del gobierno de India creado en abril de 2014 cuyo objetivo es fomentar el desarrollo de seis sistemas de medicina tradicional india (y de los países vecinos) para promover servicios de salud plurales a la población.

## Antecedentes
La India tiene una población de más de mil millones de personas y en ella viven algunos de los grupos culturales y religiosos más diversos del mundo. Debido a las grandes disparidades en la riqueza, la educación y el acceso a la atención médica, algunos de estos grupos culturales todavía utilizan formas alternativas de medicina. Las terapias de los sistemas de salud tradicional como el ayurveda, la medicina unani, la medicina Siddha y la homeopatía son formas que se desarrollaron hace más de 2000 años.
Durante el período del dominio británico de la India, a pesar de la fuerza y la fe pública en estos sistemas de medicina tradicional indios, en el año 1835 Thomas Macaulay ordenó que el conocimiento occidental se fomentara exclusivamente en todas las áreas gobernadas por Compañía Británica de las Indias Orientales (en inglés, East India Company). Posteriormente, se desalentó activamente la sabiduría médica oriental y se reconoció a la medicina occidental como el único sistema legítimo de medicina a seguir.

## Historia
El Gobierno de la India estableció en 1951 una serie de planes de desarrollo de los sistemas médicos tradicionales. En marzo de 1995 un organismo independiente denominado Departamento de Sistemas de Medicina y Homeopatía de la India —en inglés, Department for the Indian Systems of Medicine and Homeopathy o Deparment of SM&H— se creó con los siguientes objetivos:
- Brindar servicios de salud al público a través de los sistemas de medicina y homeopatía de la India
- Proporcionar y supervisar actividades de educación e investigación en los sistemas de medicina de la India
- Fomento del crecimiento de plantas medicinales
- Fomentar proyectos que involucren a mujeres e industrias de pequeña escala en la preparación y comercialización de remedios caseros y preparados alimenticios a base de hierbas
- Facilitar la implantación de las prácticas de Yoga en las oficinas y lugares de trabajo en beneficio de los empleados
- Apoyo a la naturopatía para una mejor salud. Apoyando a todos los organismos de educación e investigación afines para el desarrollo de los sistemas de medicina de la India.

La unidad fue renombrada en noviembre de 2003 como Departamento de AYUSH y el primero de abril de 2014 la organización pública fue ascendida al rango de ministerio al inicio de la gestión del primer ministro Narendra Modi.